# 基安蒂地区卡斯特利纳
基安蒂地区卡斯特利纳（義大利語：Castellina in Chianti），或纯音译作卡斯特利纳-因基安蒂，是意大利锡耶纳省的一个市镇。总面积99.48平方公里，人口2966人，人口密度29.8人/平方公里（2009年）。ISTAT代码为052005。